# Brigada de Aviación del Ejército de Chile
La Brigada de Aviación del Ejército de Chile (BAVE) constituye la unidad de helicópteros y aviones del Ejército de Chile. 
La unidad fue creada en 1913 como Servicio de Aeronáutica, renombrada a Comando de Aviación del Ejército en 1970 y finalmente Brigada de Aviación de Ejército en 1995.

## Historia
La Aviación Militar nació en 1910, cuando el Gobierno de Chile preocupado de los progresos técnicos, estimó necesario incorporar dentro de la Institución esta nueva Unidad Militar, comisionando a oficiales de Ejército con el objeto de estudiar el Servicio Aéreo Francés.
Las experiencias recogidas fundamentaron la instauración de la Aviación Militar en Chile. Es así como mediante la ley N.º 2771 del 7 de febrero de 1913, se dispone iniciar la organización del Servicio de Aeronáutica y posteriormente, mediante el decreto N.º 187 del 11 de febrero de 1913, se crea la Escuela Militar de Aeronáutica con el fin de sostener el poder aéreo del país, destacando que es una de las primeras escuelas de su tipo en el mundo. Luego de 7 años, en 1920, se pasó a llamar «Escuela de Aviación». El 21 de marzo de 1930 se creó la Fuerza Aérea de Chile sobre la base de la Aviación Militar y Naval, pasando su personal y material a formar parte de esta Institución, la Aviación del Ejército entró en receso.
En 1969 se dispuso efectuar los estudios para reactivar la Aviación del Ejército, culminando con la creación del Comando de Aviación a partir del 1.º de octubre de 1970, teniendo como base el Aeródromo Eulogio Sánchez de Santiago.
Luego, a partir de 1978 materializó sus actividades en forma descentralizada, se forman pelotones de exploración aéreos con misiones de apoyo a las Unidades Operativas entre los años 1978 y 1984 en diferentes guarniciones del país.

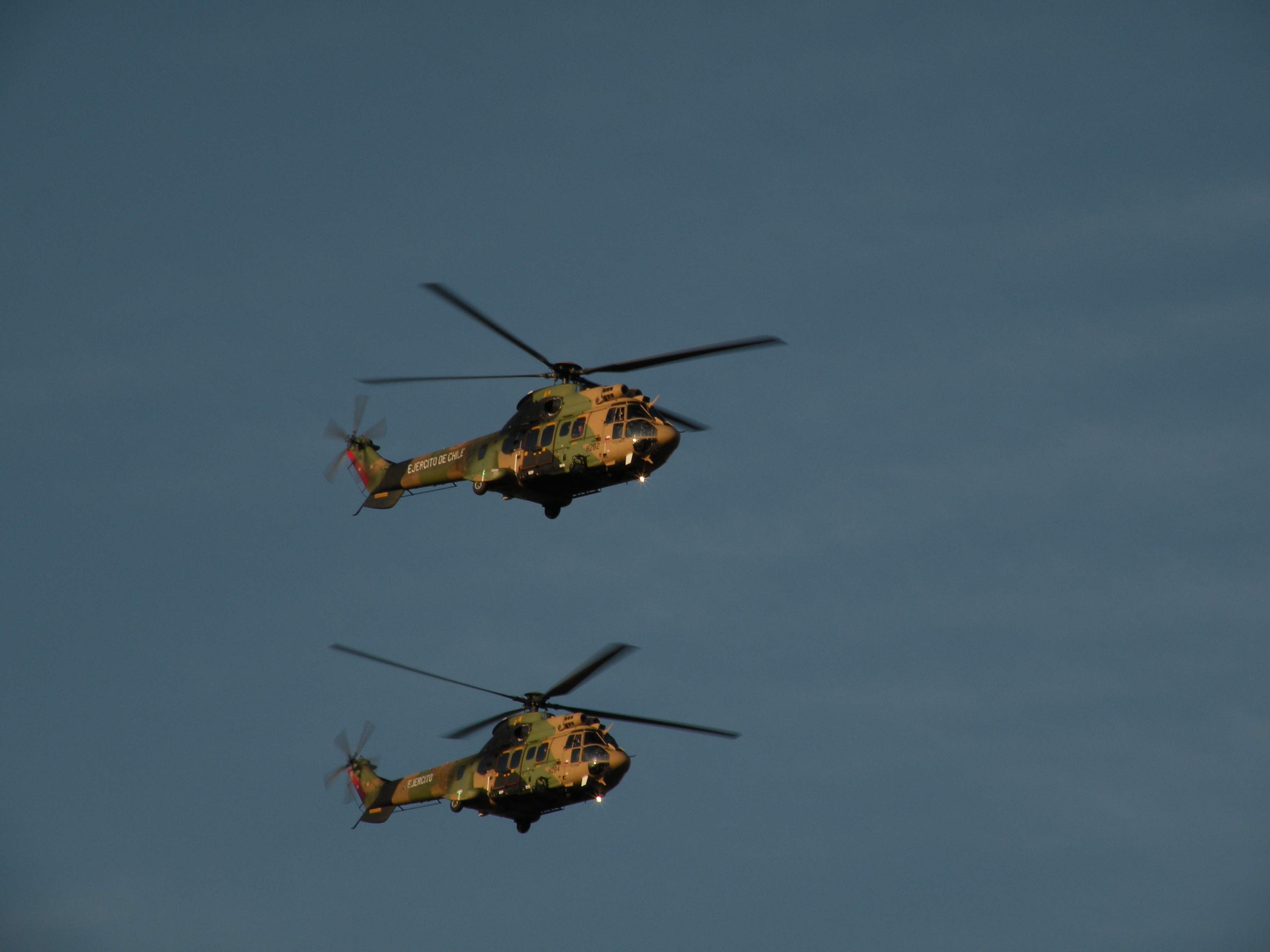
Un par de Eurocopter AS532 Cougar de la Brigada de Aviación del Ejército sobrevolando el Parque O'Higgins durante la Gran Parada Militar 2010.

Durante la dictadura militar (1973-1990), según consta en los procesos legales establecidos tras el fin de esta, se testificó que el Comando de Aviación del Ejército (CAVE) se hacía cargo de los cuerpos de los prisioneros ejecutados, que salieron del cuartel de Simón Bolívar, y tuvieron como destino los helicópteros SA330 Puma, que solían operar desde el aeródromo de Tobalaba hasta los terrenos de campaña que el Ejército tenía en la zona de Peldehue, al norte de Santiago.
En 1980 se trasladaron a la guarnición de Rancagua el Batallón de Aviones y la Secretaría de Estudios, el 2 de agosto de 1984, con los medios del Batallón, se creó el Regimiento de Aviación N.º 1 «La Independencia».
A partir del 2 de enero de 1995, los medios del Comando de Aviación del Ejército pasaron a conformar la Brigada de Aviación en la ciudad de Rancagua. Actualmente, esta Unidad de Armas Combinadas está en un proceso de modernización, encontrándose en el nivel superior en lo tecnológico, docente, instrucción y entrenamiento de acuerdo a las exigencias operativas de la Institución y también cooperando en actividades de acercamiento con la comunidad, como lo son el traslado de enfermos graves, rescate en situaciones de catástrofe natural y otras múltiples actividades de apoyo.
La Brigada de Aviación del Ejército de Chile es la encargada de suministrar transporte aéreo a las diferentes unidades del ejército, se conforma por un cuerpo de élite, que incluye soldados, pilotos, mecánicos e ingenieros cuya principal misión en tiempos de guerra es entregar cobertura y enlace en el campo de batalla y en tiempos de paz brinda asistencia a las víctimas de desastres naturales con evacuaciones aeromédicas, transporte de suministros y rescate.
La columna vertebral la componen helicópteros de asalto Eurocopter AS 532 Cougar y Aérospatiale SA 330 Puma apoyados por unidades de reconocimiento armado MD Helicopters MD 530 y aviones de transporte tales como CASA CN-235 y CASA 212 entre otros.
Actualmente se encuentra en estudio en esta brigada la integración de nuevas aeronaves. Según la Estrategia Nacional de Seguridad y Defensa publicada en el 2013, se busca aumentar el número de helicópteros de transporte medio en torno a una sola plataforma, el Cougar corre con ventaja debido a su integración en el Ejército y la Armada además de contar con un centro de mantenimiento regional en La Reina, también se integrará por primera vez una escuadra de helicópteros de ataque, para entregar apoyo a las tropas y escolta a las columnas blindadas, la unidad está pensada para operar en zonas de difíciles acceso para blindados. El 80 % del territorio Chileno está compuesto por relieves montañosos.

## Organización
Actualmente la Brigada de Aviación del Ejército (BAVE) se distribuye de la siguiente forma:
- Base Aérea El Buitre, Arica.
  - Centro de Entrenamiento Táctico de Aviación de Ejército.

- Aeropuerto Internacional Diego Aracena, Iquique.
  - Pelotón de Aviación Iquique.

- Aeropuerto Cerro Moreno, Antofagasta.
  - Pelotón de Aviación Antofagasta.
- Aeropuerto Carriel Sur.
  - Pelotón de Aviación Concepción.
- Aeródromo Las Marías, Valdivia.
  - Pelotón de Aviación Valdivia.
- Aeródromo Teniente Vidal, Coyhaique.
  - Pelotón de Aviación Coyhaique.
- Aeropuerto Presidente Carlos Ibáñez del Campo, Punta Arenas.
  - Pelotón de Aviación Punta Arenas.
- Aeródromo de la Independencia, Rancagua.
  - Cuartel General.
  - Batallón de Helicópteros «Germania».
  - Batallón de Aviones «La Independencia».
  - Batallón Logístico de Aviación.
  - Escuela de Aviación Ejército (ESCAVE).